# 越前浜
越前浜（えちぜんはま）は、新潟県新潟市西蒲区の大字。郵便番号は953-0012。

## 概要

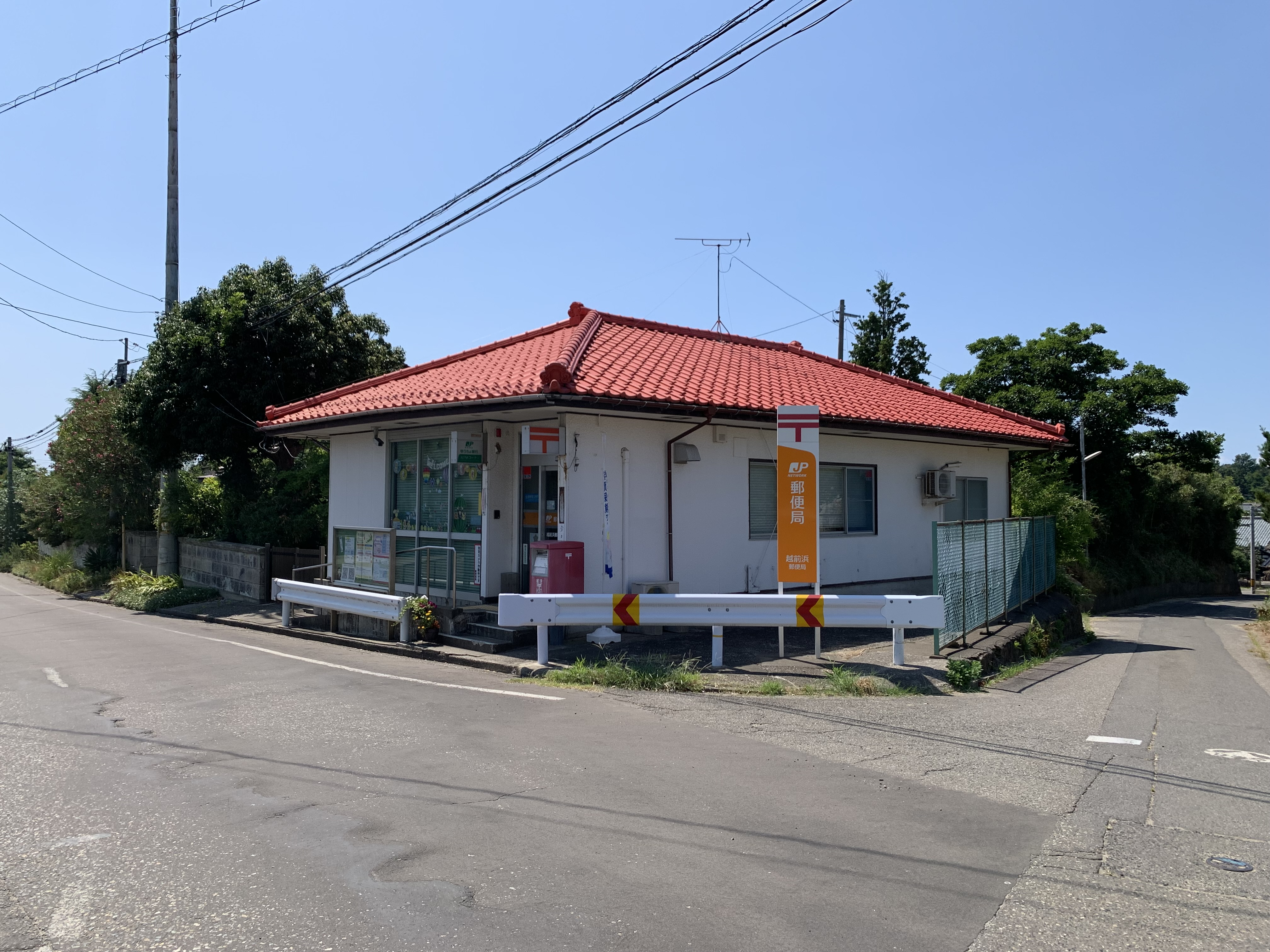
越前浜郵便局

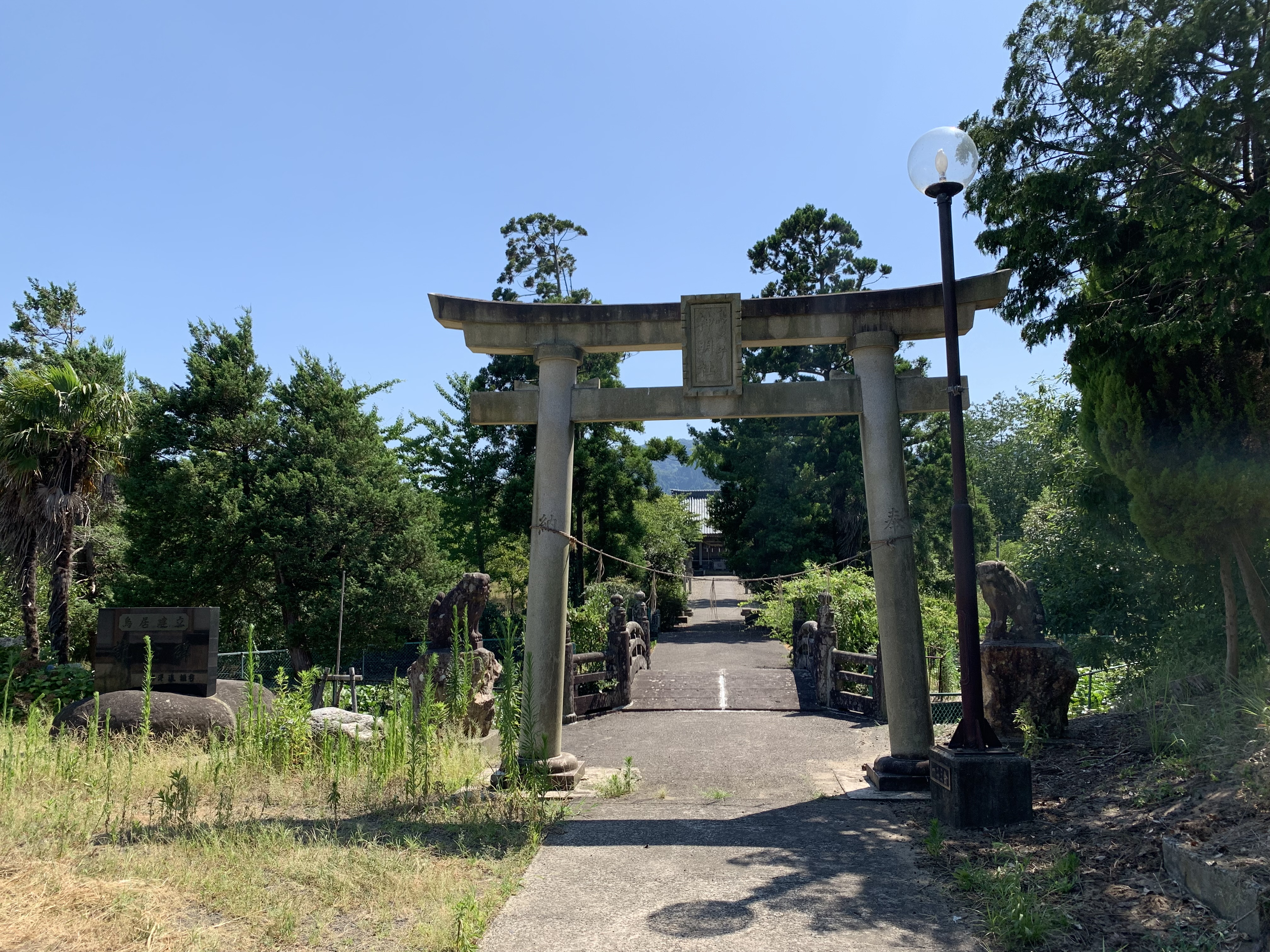
鳥之子神明神社

1901年（明治34年）から現在までの大字で、江戸時代から1901年（明治34年）まであった越前浜村の区域。角田山北麓の日本海側に位置し、角田浜の区域内と隣接する場所に飛び地がある。
第二次世界大戦後に新潟市の近郊砂丘農業地として砂丘地が開発され、スイカやダイコンなどの蔬菜や果実をはじめ、チューリップ農園の進出もあり、広大な畑地が造成された。海岸部は越前浜海水浴場としてにぎわっている。
移住に関する取り組みが行われており、2007年10月から2017年10月までに延べ125人が移住し空き家55軒に明かりがともったほか、2018年時点では宅地分譲が進められている。2016年夏には市が取り組んでいる移住モデル地区事業の指定第1号を受けている。

### 隣接する町字
北から東回り順に、以下の町字と隣接する。
- 四ツ郷屋
- 赤塚
- 松野尾
- 松山
- 角田浜

## 歴史
- 1901年（明治34年）11月1日 : 合併により角田村の大字となる。
- 1955年（昭和30年）1月1日 : 合併により巻町の大字となる。
- 2005年（平成17年）10月10日 : 合併により新潟市の大字となる。
- 2006年（平成18年）9月 : ワイナリー・フェルミエが設立される[8]。
- 2007年（平成19年）4月1日 : 新潟市の政令指定都市移行により、西蒲区の大字となる。

## 世帯数と人口
2018年（平成30年）1月31日現在の世帯数と人口は以下の通りである。
| 大字   | 世帯数  | 人口  |
| ------ | ------- | ----- |
| 越前浜 | 279世帯 | 718人 |

## 小・中学校の学区
市立小・中学校に通う場合、学区は以下の通りとなる。
| 番地 | 小学校             | 中学校             |
| ---- | ------------------ | ------------------ |
| 全域 | 新潟市立越前小学校 | 新潟市立巻西中学校 |

## 主な企業・施設
- 越前浜郵便局
- 新潟市立越前小学校
- 新潟麦酒株式会社

## 観光
越前浜海水浴場（えちぜんはまかいすいよくじょう）
越前浜にある海水浴場。

## 交通

### 公共交通
- 新潟交通観光バス 巻 - 間手橋 - 角田妙光寺入口 線[10]
  - 「越前浜」バス停

### 道路
- 国道402号
- 新潟県道46号新潟中央環状線